# 卡柳日內 (紹斯特卡區)
51°35′53″N 33°56′34″E / 51.59806°N 33.94278°E
卡柳日內（烏克蘭語：Калюжне）是位於烏克蘭東北部的村莊，由蘇梅州紹斯特卡區的赫盧希夫市鎮負責管轄。該村處於埃斯曼河畔，距離克拉夫琴科韋1公里，海拔高度146米，2001年人口151。